# 喬安娜·拉姆利
喬安娜·拉蒙德·拉姆利女爵士，DBE，FRGS（Dame Joanna Lamond Lumley，1946年5月1日—），英格蘭女演員、 作家，也曾當過模特兒。曾靠在《三個偵探》中的表現獲得英國電影學院獎。
她亦以生存國際、世界农场动物福利协会等人道組織和動物福利組織的支持者而出名。 2013年獲得國家電視獎中的特殊貢獻獎。

## 生平
1946年5月1日，喬安娜·拉蒙德·拉姆利出生於英屬印度的斯利那加。她的父母在1941年結婚，母親是英格蘭人赛拉·碧翠斯·羅斯（Thyra Beatrice Rose，原姓Weir，1920–2005），父親是蘇格蘭-英格蘭混血兒、英属印度陆军少校詹姆斯·盧瑟福·拉姆利（James Rutherford Lumley，1917–1999），外祖父萊斯利·韦尔（Leslie Weir，1883–1950）也曾在印度服役，軍銜為中校。
喬安娜·拉姆利在英格蘭肯特長大，她曾在16歲時報考皇家戲劇藝術學院，但未被錄取，最後就讀女子精修学校露西·克萊頓學院（Lucie Clayton College）。
她曾當過三年攝影模特。1969年首次拍攝電視廣告，并開始進入演藝界。

## 外部連結
- Biography（页面存档备份，存于），BBC
- Joanna Lumley's biography
- 喬安娜·拉姆利的Discogs页面（英文）
- Joanna Lumley在互联网电影资料库（IMDb）上的資料（英文）
- Booking Agent Profile（页面存档备份，存于）